# 亨德森岛
亨德森岛（英語：Henderson Island），舊譯英屬哈德孫島，是南太平洋上一个无人定居的上升珊瑚岛，在1902年成为皮特凯恩群岛的一部分。测量有9.6公里长和5.1公里宽。亨德森岛面积为37.3平方公里，位于皮特凯恩岛东北193公里处，坐标为24°22′01″S 128°18′57″W / 24.36694°S 128.31583°W。亨德森岛在1988年因为其海鸟和磷酸盐资源被联合国指定为世界自然遗产。
这个岛面積雖然是群島中最大的，但没有辦法集中淡水资源，而不适合发展农业。这个上升的珊瑚岛大部分海岸都是由高达15米悬崖组成，內部則是茂密的灌木叢，難以進入，不过在岛北边有3处海滩。岛上最高点为33米。
島上有4種特有鳥，另外還有15種非特有海鳥。其它特有的物种还包括9种植物（共63种植物），4种蜗牛（共16种蜗牛）和1种蝴蝶。

## 历史
尽管目前亨德森岛是无人定居的，但考古学上的证据显示在12和15世纪之间有一小群波利尼西亚人在岛上定居过，这些人消失的原因目前还不太清楚。
在1606年1月29日，葡萄牙水手佩德羅·費納德斯·代·奎羅斯（Pedro Fernandes de Queiros）发现了亨德森岛，然后将其取名为聖若昂巴普蒂斯塔（San Juan Bautista）。在1819年6月17日，英国东印度公司大力士號（Hercules）船艦的亨德森船长重新发现了亨德森岛，并以其名字命名该岛。
1957年，一个人独自在岛上生活了大概2个月，期间他的黑猩猩宠物陪伴着他，显然这是一个宣传噱头，最终他被当地的皮特凯恩岛人解救了。

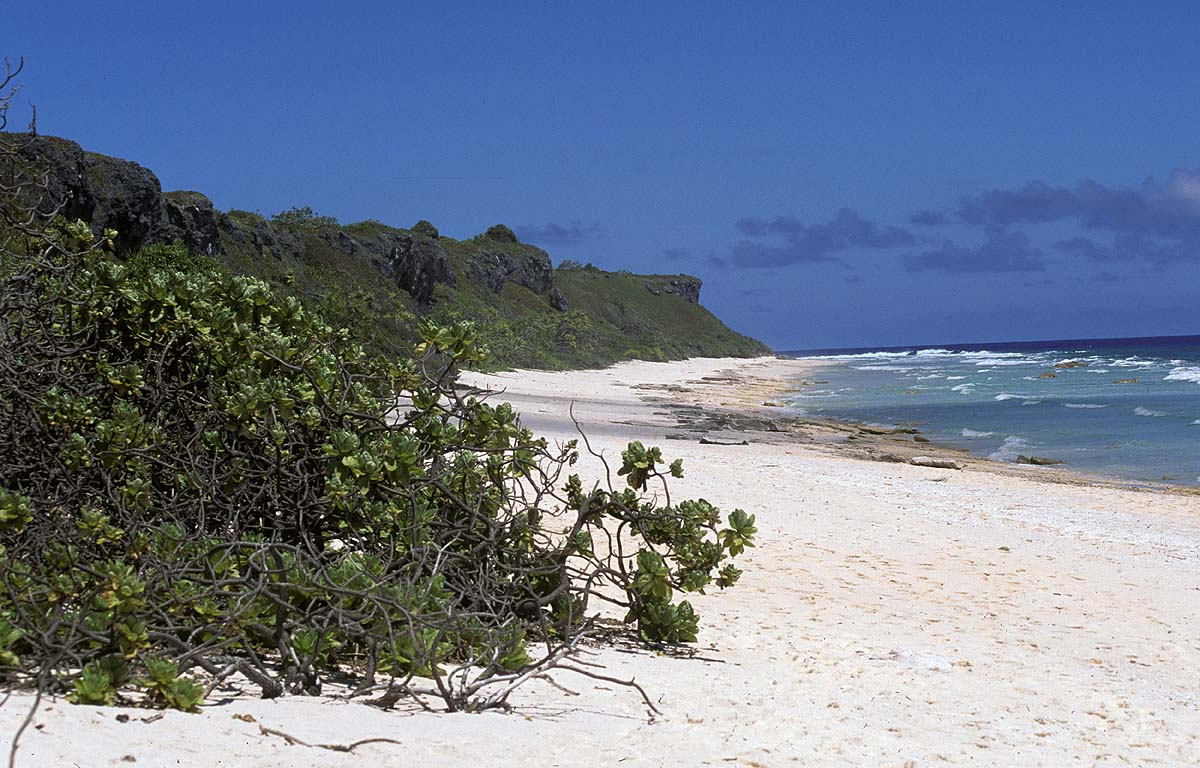
亨德森岛

在1980年早期，美国商人亞瑟·拉特利夫（Arthur Ratliff）表示有兴趣购买或租赁亨德森岛，并打算建立一个有机场、牛牧场、豪宅的小型定居点。皮特凯恩委员会在1981年4月批准了他的计划，但英国外交及联邦事务部推翻了这个决定，并否决了拟议中的发展计划。
在环保团体的游说下，以保护自然生态和环境为由将岛申请成为世界遗产。今天除了皮特凯恩岛人到这里来找木材外很少有人光顾该岛，是少數從未經過人類影響的純天然島嶼。

## 垃圾污染
2017年4月發表的一項研究指亨德森島因南太平洋環流把遠方的海洋垃圾帶到島上，已變成世界上「塑膠垃圾密度最高」的地方。

## 註腳
1. ↑  Stefan, Vincent H. . Journal of the Polynesian Society. 2002 （英语）.
2. ↑  .   [2022-01-26]. （原始内容存档于2021-02-27）.
3. ↑  Serpell J. . New Scientist. No. 5 May 1983. 5 May 1983: 320  [14 September 2020]. （原始内容存档于1 September 2021）. 参数|journal=与模板{{cite magazine}}不匹配（建议改用{{cite journal}}或|magazine=） (帮助)
4. ↑  .   [21 May 2011]. （原始内容存档于2 August 2020）.
5. ↑  Exceptional and rapid accumulation of anthropogenic debris on one of the world’s most remote and pristine islands （页面存档备份，存于）, Jennifer L. Lavers and Alexander L. Bond, PNAS, doi:10.1073/pnas.1619818114 approved 7 April 2017, accessed 2017-05-16（英文）
6. ↑  Remote South Pacific island has highest levels of plastic rubbish in the world （页面存档备份，存于）, Dani Cooper, ABC News Online, 2017-05-16（英文）